# Carbonero el Mayor
Carbonero el Mayor è un comune spagnolo di 2 391 abitanti situato nella comunità autonoma di Castiglia e León.